# Lijst van voetbalinterlands Bhutan - Filipijnen
Deze lijst van voetbalinterlands is een overzicht van alle officiële voetbalwedstrijden tussen de nationale teams van Bhutan en de Filipijnen. De landen speelden tot op heden twee keer tegen elkaar. De eerste ontmoeting, een kwalificatiewedstrijd voor de AFC Challenge Cup 2008, werd gespeeld op 17 mei 2008 in Barotac Nuevo. Het laatste duel, een kwalificatiewedstrijd voor de AFC Challenge Cup 2010, vond plaats in Malé (Maldiven) op 14 april 2009.

## Wedstrijden
| № | Plaats        | Datum         | Competitie                          | Wedstrijd           | Uitslag |
| - | ------------- | ------------- | ----------------------------------- | ------------------- | ------- |
| 1 | Barotac Nuevo | 17 mei 2008   | AFC Challenge Cup 2008 kwalificatie | Filipijnen – Bhutan | 3 – 0   |
| 2 | Malé          | 14 april 2009 | AFC Challenge Cup 2010 kwalificatie | Filipijnen – Bhutan | 1 – 0   |

## Samenvatting
| Competitie                     | Totaal gespeeld | Winst Bhutan | Gelijk | Winst Filipijnen | Doelsaldo Bhutan – Filipijnen |
| ------------------------------ | --------------- | ------------ | ------ | ---------------- | ----------------------------- |
| AFC Challenge Cup-kwalificatie | 2               | 0            | 0      | 2                | 0 − 4                         |
| Totaal                         | 2               | 0            | 0      | 2                | 0 − 4                         |

Wedstrijden bepaald door strafschoppen worden, in lijn met de FIFA, als een gelijkspel gerekend.
BFF · Bhutaans vrouwenelftal
Afghanistan ·
Bangladesh ·
Brunei ·
Cambodja ·
Centraal-Afrikaanse Republiek ·
China ·
Filipijnen ·
Guam ·
Hongkong ·
India ·
Indonesië ·
Jemen ·
Koeweit ·
Laos ·
Libanon ·
Macau ·
Malediven ·
Maleisië ·
Mongolië ·
Montserrat ·
Nepal ·
Oman ·
Pakistan ·
Palestina ·
Qatar ·
Saoedi-Arabië ·
Sri Lanka ·
Tadzjikistan ·
Thailand ·
Turkmenistan
PFF · 
A-internationals · 
Filipijns vrouwenelftal
Afghanistan ·
Australië ·
Azerbeidzjan ·
Bahrein ·
Bangladesh ·
Bhutan ·
Brunei ·
Cambodja ·
China ·
Estland ·
Fiji ·
Guam ·
Hongkong ·
India ·
Indonesië ·
Irak ·
Iran ·
Israël ·
Japan ·
Jemen ·
Jordanië ·
Kirgizië ·
Koeweit ·
Laos ·
Libanon ·
Macau ·
Malediven ·
Maleisië ·
Mongolië ·
Myanmar ·
Nepal ·
Noord-Korea ·
Oezbekistan ·
Oman ·
Oost-Timor ·
Pakistan ·
Palestina ·
Papoea-Nieuw-Guinea ·
Qatar ·
Singapore ·
Sri Lanka ·
Syrië ·
Tadzjikistan ·
Taiwan ·
Thailand ·
Turkmenistan ·
Verenigde Arabische Emiraten ·
Vietnam ·
Zuid-Korea ·
Zuid-Vietnam